# Voo Volga-Dnepr Airlines 4066
Em 13 de novembro de 2020, o Voo Volga-Dnepr Airlines 4066 sofreu uma falha no motor não contida durante a decolagem do Aeroporto Internacional Tolmachevo, em Novosibirsk, Rússia, para o Aeroporto Internacional de Viena, na Áustria. A aeronave foi gravemente danificada e sofreu mais danos quando invadiu a pista ao pousar no aeroporto de Tolmachevo.

## Aeronave
A aeronave do acidente era um Antonov An-124, prefixo RA-82042. A aeronave voou pela primeira vez em 1991. Ele era movido por quatro motores Lotarev D-18T.

## Acidente
O Voo Volga-Dnepr Airlines 4066 foi um voo de carga fretado, do Aeroporto Internacional de Incheon, Seul, Coreia do Sul, para o Aeroporto Internacional de Viena, Viena, Áustria, com uma escala no Aeroporto Internacional Tolmachevo, Novosibirsk, na Rússia. Em 13 de novembro de 2020, a primeira etapa do voo foi realizada sem incidentes. A aeronave decolou do aeroporto de Tolmachevo com destino a Viena às 12:09. Pouco depois da decolagem, o motor nº 2 do Antonov An-124 sofreu uma falha no motor não contida. Detritos do motor perfuraram a fuselagem e as asas da aeronave, afetando as fontes de alimentação e deixando o ADS-B inoperante. O sistema de frenagem da aeronave também foi afetado, assim como os motores n° 3 e n° 4. As comunicações com o controle de tráfego aéreo também foram afetadas.
A aeronave pousou de volta no Aeroporto de Tolmachevo, mas ultrapassou a pista por 300 metros e suas rodas traseiras colapsaram; um dos dois conjuntos de rodas do nariz não se estendeu antes do pouso. Os freios, spoilers e reversores de empuxo da aeronave estavam inoperantes. Todas as quatorze pessoas a bordo da aeronave sobreviveram ilesas. Devido aos danos que a aeronave sofreu, o motor n° 1 não pôde ser desligado por três horas após o acidente.
No dia 27 de novembro, começaram as obras para deslocar a aeronave da posição final para um pátio onde serão feitos reparos. Dois veículos blindados de recuperação BREM-1 foram usados para remover a aeronave.

## Investigação
O Comitê de Aviação Interestatal é responsável pela investigação de acidentes da aviação civil na Rússia. Em 25 de novembro, a Volga-Dnepr Airlines aterrou sua frota de An-124. O aterramento foi devido à descoberta de falhas em vários dos 60 motores que a companhia aérea possui. A intenção é que após uma inspeção detalhada os motores possam voltar ao serviço, permitindo que as aeronaves voltem a voar.